# 4x4 (film, 1965)
Pour les articles homonymes, voir 4x4.
Pour plus de détails, voir Fiche technique et Distribution.
4x4 (en danois : Nordisk kvadrille ; littéralement « quadrille nordique ») est un film à sketches dramatique en co-production entre la Suède, la Norvège, le Danemark et la Finlande, réalisé par Palle Kjærulff-Schmidt, Klaus Rifbjerg, Rolf Clemens, Maunu Kurkvaara et Jan Troell. Il a été présenté au Festival international du film de Moscou 1965, où il a remporté un prix spécial.

## Structure
Le film est constitué de quatre parties : 
1. segment Pike med hvit ball réalisé par Rolf Clemens
2. segment Sommerkrig (Manœuvre d'été) réalisé par Palle Kjærulff-Schmidt et Klaus Rifbjerg
3. segment Varför réalisé par Maunu Kurkvaara
4. segment Uppehåll i myrlandet réalisé par Jan Troell

## Fiche technique
- Réalisation :  Palle Kjærulff-Schmidt, Klaus Rifbjerg, Rolf Clemens, Maunu Kurkvaara et Jan Troell
- Scénario : Bengt Forslund, Eyvind Johnson, Klaus Rifbjerg, Jan Troell
- Photographie : Jan Troell
- Musique : Erik Nordgren
- Producteur : 	Peter Refn
- Durée : 105 minutes[2]
- Dates de sortie :
  - Suède : 22 février 1965
  - Norvège : 25 février 1965
  - Danemark : 1er mars 1965
  - Finlande : 5 mars 1965

## Distribution
- Niels Barfoed (segment "Sommerkrig")
- Christoffer Bro (segment "Sommerkrig")
- Robert Broberg : Frank Citter (Pike med hvit ball)
- Allan Edwall : Banvakten (segment "Uppehåll i myrlandet")
- Karl Erik Flens : Station master (segment "Uppehåll i myrlandet")
- Vegard Hall : un vieux musicien (Pike med hvit ball)
- Yvonne Ingdal
- Anne Marit Jacobsen : Jenta (Pike med hvit ball)
- Ole Sørlie : Gutten (Pike med hvit ball)
- Max von Sydow : Kvist (segment "Uppehåll i myrlandet")
- Kari Øhrn Geelmuyden : Vibeke (Pike med hvit ball)
- May-Britt Stierncreutz (segment "Pourquoi?")
- Jaakko Ahvonen (segment "Pourquoi?")
- Sinikka Hannula (segment "Pourquoi?")

## Récompenses et distinctions
- 1965 : Festival international du film de Moscou : Prix spécial du jury[3].